# Rallye Monte-Carlo 1972
Le Rallye Monte-Carlo 1972 (41e Rallye Monte-Carlo), disputé du 21 au 28 janvier 1972, est la dix-septième manche du championnat international des rallyes pour marques courue depuis 1970 et la première manche du championnat 1972.

## Contexte avant la course

### Le championnat international des rallyes pour marques
Alors que le championnat d'Europe des rallyes pour conducteurs fut créé en 1953, ce n'est que quinze ans plus tard, en 1968 qu'apparut le championnat d'Europe des rallyes pour marques (ERC), Ford devenant cette année-là le premier constructeur titré dans la discipline. En 1970, le championnat devint intercontinental et fut rebaptisé championnat international des rallyes pour marques (IRCM) en intégrant une épreuve africaine, le Safari, le Rallye du Maroc venant s'ajouter à son calendrier dès l'année suivante. Le calendrier 1972 comprend dix manches (sept en Europe, deux en Afrique et une en Amérique du Nord). Le barème d'attribution des points vient d'être modifié, correspondant à celui prévu pour le futur championnat du monde des rallyes qui sera mis en place en 1973. Les épreuves sont réservées aux catégories suivantes :
- Groupe 1 : voitures de tourisme de série (volume de production d'au moins 5000 exemplaires en 12 mois consécutifs)
- Groupe 2 : voitures de tourisme spéciales (volume de production d'au moins 1000 exemplaires modifiés en 12 mois consécutifs)
- Groupe 3 : voitures de grand tourisme de série (volume de production d'au moins 1000 exemplaires en 12 mois consécutifs)
- Groupe 4 : voitures de grand tourisme spéciales (volume de production d'au moins 500 exemplaires modifiés en 12 mois consécutifs)

Les modifications apportées sur les voitures des groupes 2 et 4 peuvent porter notamment, sous réserve d'homologation, sur le système d'admission, les arbres à cames, les soupapes, l'alésage, l'échappement, les carters, les échangeurs thermiques, la transmission, les suspensions, les roues, l'éclairage.

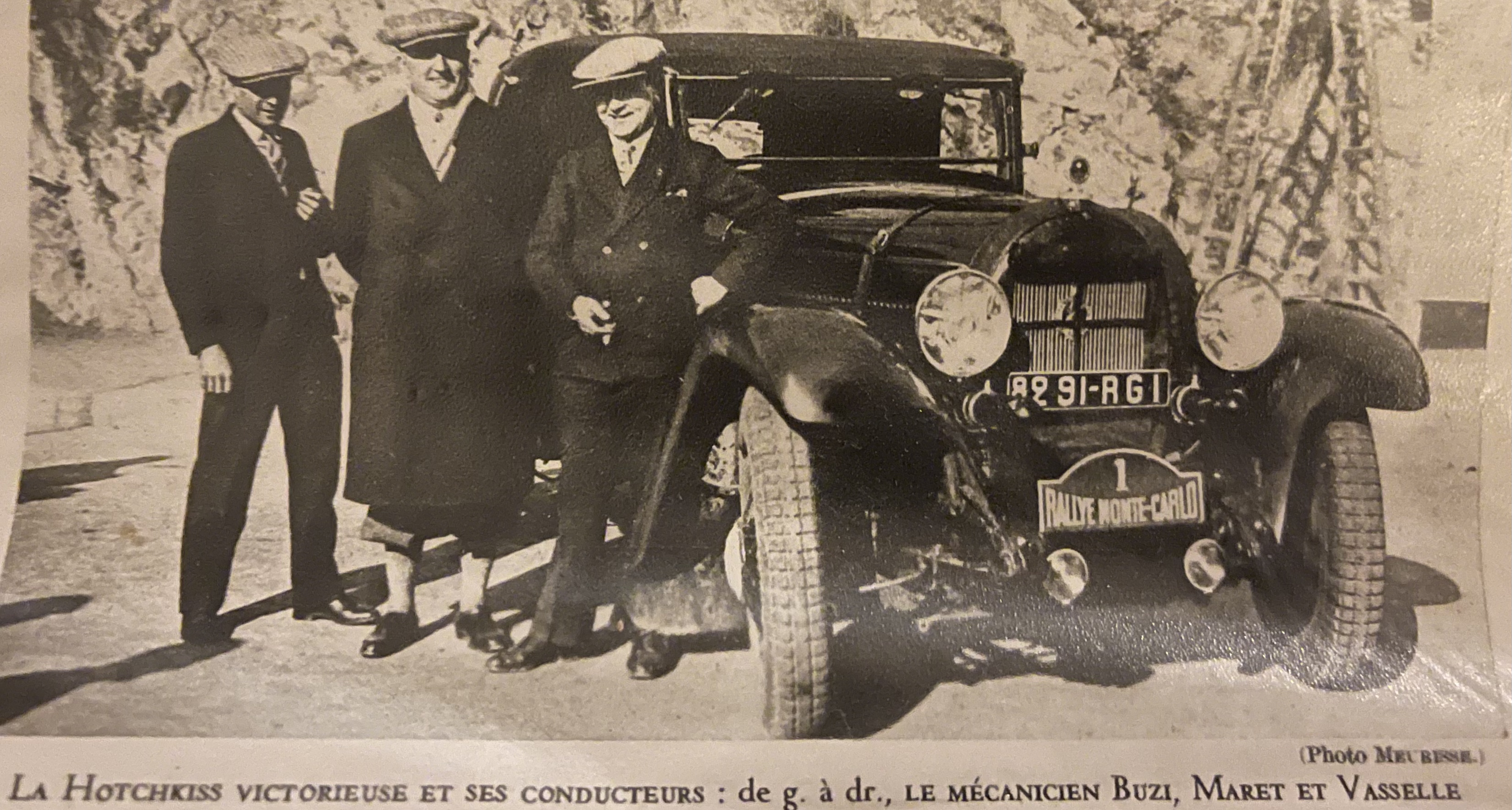
La deuxième des six victoires d'Hotchkiss au Monte-Carlo, en 1933.

L'année 1971 avait été dominé par Alpine-Renault, les berlinettes A110 ayant remporté cinq des neuf épreuves du calendrier. La marque française sera à nouveau parmi les favorites cette saison, face aux Lancia et aux Fiat.

### L'épreuve
Créé en 1911 dans le but de dynamiser la saison hivernale monégasque, le Rallye Monte-Carlo fut tout d'abord une épreuve de régularité ralliant en principauté des équipages partis de diverses villes européennes. Dès 1924, la course sera enrichie d'épreuves sélectives permettant de départager les ex æquo et à partir de 1929 la performance prendra une place prépondérante pour désigner le vainqueur, avec des moyennes imposées de plus en plus difficiles à tenir. L'introduction du classement général scratch en 1968 (effectué sur la base des tronçons chronométrés) transforma le Monte-Carlo en pure épreuve de vitesse. Disputé en janvier, il se court le plus souvent sur les routes enneigées ou verglacées des Alpes françaises et du Massif Central. S'y étant imposé à six reprises entre 1932 et 1950, l'ancien constructeur français Hotchkiss détient le record de victoires.

## Parcours
- départ : 21 janvier 1972 (choix entre neuf villes de départ)
- arrivée : 28 janvier 1972 à Monaco
- distance : environ 5700 km dont 413 km sur 15 épreuves spéciales (16 épreuves initialement prévues pour un total de 431,5 km)
- surface : asphalte (conditions hivernales)
- Parcours divisé en trois étapes : parcours de concentration, parcours commun et épreuve complémentaire[5]

### Parcours de concentration
- Neuf parcours possibles (environ 3500 km chacun), du 21 au 24 janvier :

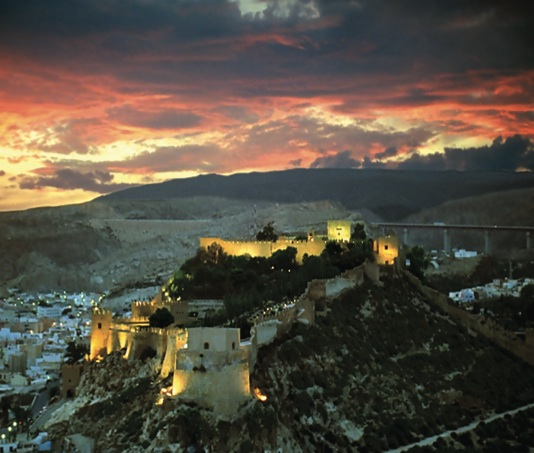
Almería, en Andalousie, l'une des neuf villes de départ du Rallye Monte-Carlo 1972.

1. Itinéraire d'Almería : Almería - Cordoue - Salamanque - Ponferrada - Santander - Pampelune - Huesca - Lérida - Andorre - Perpignan - Alès - Nyons - Gap - Laborel - Castellane - Col de Châteauneuf - Monaco
2. Itinéraire d'Athènes : Athènes - Larissa - Skopje - Belgrade - Sarajevo - Split - Zadar - Rijeka - Padoue - Crémone - Turin - Gap - Laborel - Castellane - Col de Châteauneuf - Monaco
3. Itinéraire de Francfort : Hanau - Francfort - Nürburgring - Luxembourg - Metz - Charleville-Mézières - Arras - Boulogne-sur-Mer - Moyaux - Alençon - Angers - Poitiers - Périgueux - Cahors - Millau - Figeac - Mauriac - Saint-Flour - Clermont-Ferrand - Bourg-en-Bresse - Saint-Claude - Gap - Laborel - Castellane - Col de Châteauneuf - Monaco
4. Itinéraire de Glasgow : Glasgow - Scotch Corner - Rugby - Douvres - Boulogne-sur-Mer - Moyaux - Alençon - Angers - Poitiers - Périgueux - Cahors - Millau - Figeac - Mauriac - Saint-Flour - Clermont-Ferrand - Bourg-en-Bresse - Saint-Claude - Gap - Laborel - Castellane - Col de Châteauneuf - Monaco
5. Itinéraire de Lisbonne : Lisbonne - Coimbra - Porto - Salamanque - Ponferrada - Santander - Pampelune - Huesca - Lérida - Andorre - Perpignan - Alès - Nyons - Gap - Laborel - Castellane - Col de Châteauneuf - Monaco
6. Itinéraire de Monte-Carlo : Monte-Carlo - Gap - Le Puy-en-Velay - Le Vigan - Perpignan - Toulouse - Tarbes - Bayonne - Agen - Périgueux - Cahors - Millau - Figeac - Mauriac - Saint-Flour - Clermont-Ferrand - Bourg-en-Bresse - Saint-Claude - Gap - Laborel - Castellane - Col de Châteauneuf - Monaco
7. Itinéraire d'Oslo : Oslo - Göteborg - Świnoujście - Gorzów - Wrocław - Brno - Vienne - Linz - Ratisbonne - Schweinfurt - Strasbourg - Altkirch - Morteau - Saint-Claude - Vassieux-en-Vercors - Gap - Laborel - Castellane - Col de Châteauneuf - Monaco
8. Itinéraire de Reims : Reims - Bar-le-Duc - Metz - Charleville-Mézières - Arras - Boulogne-sur-Mer - Moyaux - Alençon - Angers - Poitiers - Périgueux - Cahors - Millau - Figeac - Mauriac - Saint-Flour - Clermont-Ferrand - Bourg-en-Bresse - Saint-Claude - Gap - Laborel - Castellane - Col de Châteauneuf - Monaco
9. Itinéraire de Varsovie : Varsovie - Białystok - Olsztyn - Gdynia - Poznań - Wrocław - Brno - Vienne - Linz - Ratisbonne - Schweinfurt - Strasbourg - Altkirch - Morteau - Saint-Claude - Vassieux-en-Vercors - Gap - Laborel - Castellane - Col de Châteauneuf - Monaco

- L'itinéraire partant de Marrakech a été supprimé en raison d'un trop petit nombre de partants[6].

### Parcours commun
- Monaco - Vals-les-Bains - Chambéry - Gap - Digne - Monaco, 1511 km, du 25 au 26 janvier
- Huit épreuves spéciales, 260 km (neuf épreuves initialement prévues pour un total de 278,5 km)

### Épreuve complémentaire
- Monaco - Saint-Sauveur-sur-Tinée - Puget-Théniers - Saint-Sauveur-sur-Tinée - Puget-Théniers - La Bollène - Monaco, 655 km, du 27 au 28 janvier
- Sept épreuves spéciales, 153 km

## Les forces en présence
- Alpine-Renault

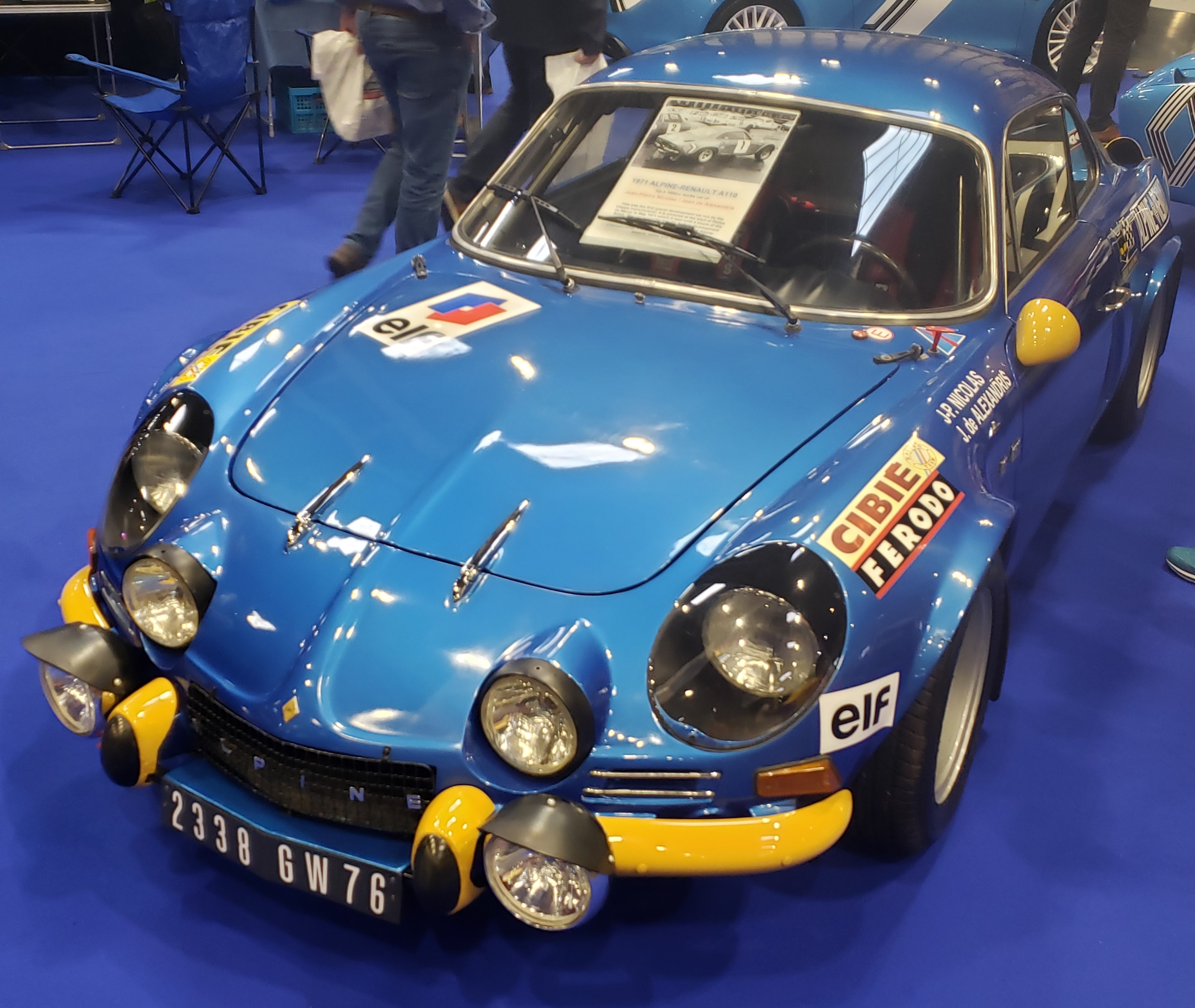
Une Alpine A110 1600 S Groupe 4 lors d'une manifestation historique.

La marque française avait prévu d'engager trois de ses berlinettes A110 1800, mais l'homologation en groupe 4 de ces versions a été refusée par la FIA et ce contretemps oblige l'équipe dirigée par Jacques Cheinisse a utiliser ses habituelles 1600 S. Cinq exemplaires ont été officiellement engagés, pour Jean-Luc Thérier (secondé par Claude Roure), Jean-Claude Andruet (secondé par Pierre Pagani), Ove Andersson (secondé par John Davenport), Bernard Darniche (secondé par Alain Mahé) et Jean-Pierre Nicolas (secondé par Michel Vial). Dominatrices en 1971, les agiles berlinettes pèsent 730 kg. Préparés par Marc Mignotet et implantés à l'arrière, les moteurs à quatre cylindres, réalésés à 1596 cm3, sont alimentés par deux carburateurs Weber à double-corps et développent 160 chevaux. La transmission est assurée par une boîte de vitesses à cinq rapports accouplée à un pont autobloquant Hewland. Grâce à leur excellent rapport poids/puissance (environ 4,5 kg/ch), les Alpine seront une nouvelle fois au rang des favorites, surtout en cas de fort enneigement. Les cinq voitures sont chaussées de pneus Michelin et partiront d'Almería. Afin de mieux différencier les voitures, les pare-chocs avant et arrière, l'entourage supérieur des phares et les écopes des prises d'air arrière sont de couleurs différentes (ces éléments sont peints en blanc pour Thérier, porteur du numéro 1, en jaune pour Andruet, en orange pour Andersson, en vert pour Darniche et en rouge pour Nicolas). L'écurie Aseptogyl de Bob Neyret aligne trois A110 1600 S groupe 4, aux caractéristiques identiques aux versions usine mais ne disposant pas de pont autobloquant et utilisant des pneus Kléber-Colombes. Associé à Jacques Terramorsi, Neyret pilote l'une des trois, les deux autres (aux couleurs rose et rouge) étant confiées aux équipages féminins Pat Moss-Carlsson/Elizabeth Crellin et Claudine Bouchet/Marie-Odile Desvignes. Elles s'élanceront de Reims. De nombreuses A110 privées sont au départ, dont celle du couple Jean-Marie et Dorothée Jacquemin en groupe 4 et celles de Jacques Henry/Gérard Di Nicola et de Christine Dacremont/Corinne Tarnaud en groupe 3.
- Lancia

La Scuderia Lancia est également présente en force, avec cinq coupés Fulvia HF Groupe 4 confiés à Amilcare Ballestrieri/Arnaldo Bernacchini, Harry Källström/Gunnar Häggbom, Sandro Munari/Mario Mannucci, Simo Lampinen/Sölve Andreasson et Sergio Barbasio/Piero Sodano. Ces tractions pèsent 870 kg et utilisent des pneus Pirelli. Leur moteur V4 de 1584 cm3 est alimenté par deux carburateurs Dell'Orto à double-corps ; il délivre 158 chevaux à 7000 tr/min. Contrairement à celles de Ballestrieri et de Lampinen, les voitures de Källström, Munari et Barbasio bénéficient d'un pont autobloquant Borg-Warner. Les Lancia prendront le départ depuis Rome.
- Porsche

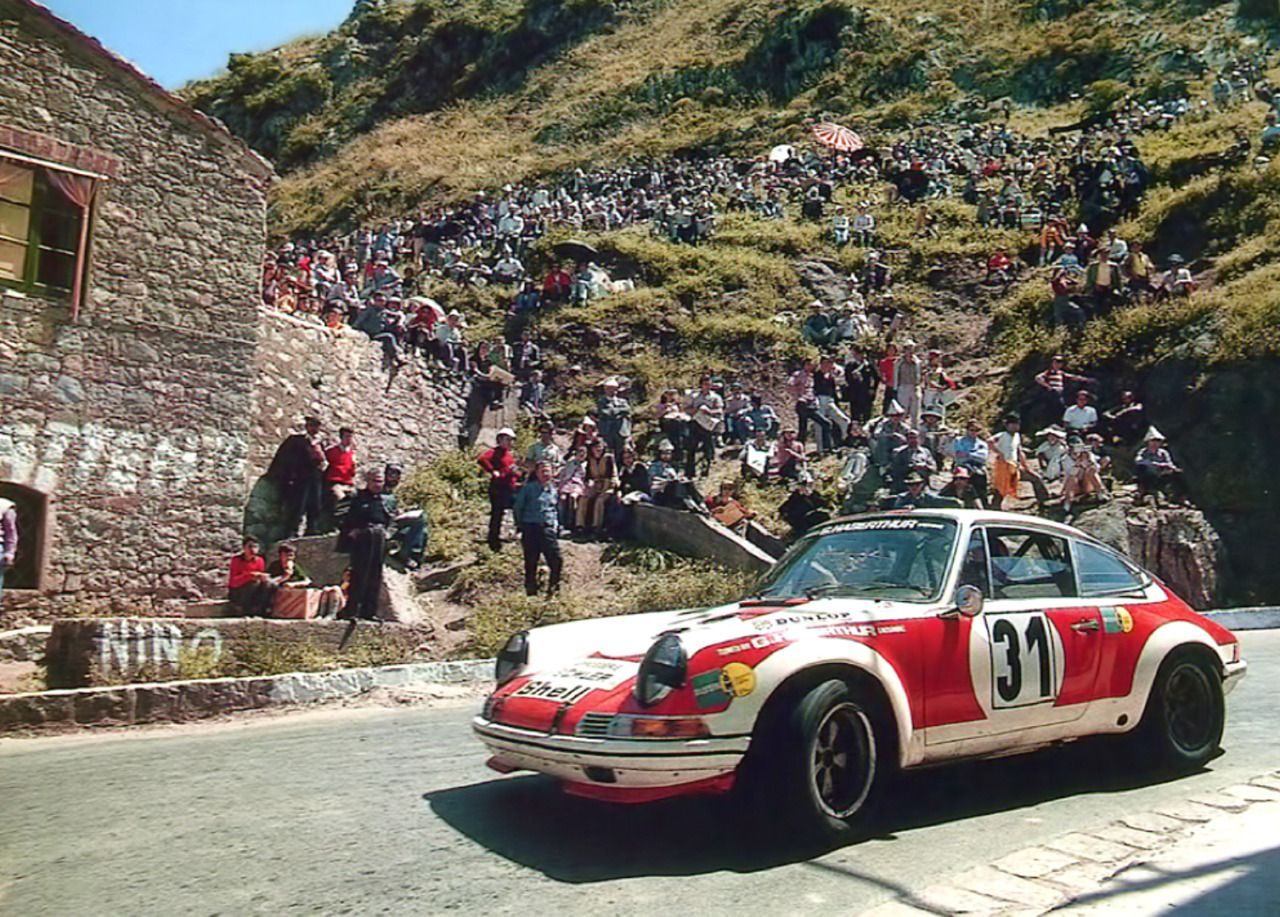
Une Porsche 911 S Groupe 4.

Bien qu'engagées par Shell-France et SEB et non par le constructeur de Stuttgart, les deux Porsche 911 S Groupe 4 de Gérard Larrousse/Jean-Claude Perramond et de Björn Waldegård/Hans Thorszelius ont été préparées à l'usine et bénéficient d'une assistance officielle. Placé en porte-à-faux arrière, leur six cylindres à plat de 2,5 litres fournit 270 chevaux à 8300 tr/min, une puissance toutefois difficile à exploiter si les routes sont très glissantes. Larrousse et Waldegård partiront de Varsovie. Inscrit à titre privé, le pilote suisse Claude Haldi dispose d'un modèle identique et partira de Reims. Les Porsche utilisent des pneus Dunlop. 
- Fiat

Le constructeur turinois a engagé trois Fiat 124 Spider Groupe 4 pour Alcide Paganelli/‘Ninni’ Russo et Håkan Lindberg/Lars-Erik Carlström et Raffaele Pinto/Helmut Eisendle. Ces voitures à transmission classique pèsent environ 950 kg. Leur moteur quatre cylindres de 1608 cm3 a une puissance de l'ordre de 160 chevaux. Elles utilisent des pneus Pirelli et partiront de Turin.
- Datsun

Nissan Motors aligne deux 240 Z Groupe 4 pour Rauno Aaltonen/Jean Todt et Tony Fall/Mike Wood. Ces coupés à transmission classique pèsent 990 kg et sont motorisés par un six cylindres en ligne de 2,5 litres, d'une puissance de l'ordre de 220 chevaux. Les Datsun utilisent des pneus Dunlop. Elles s'élanceront de Monte-Carlo.
- Ford

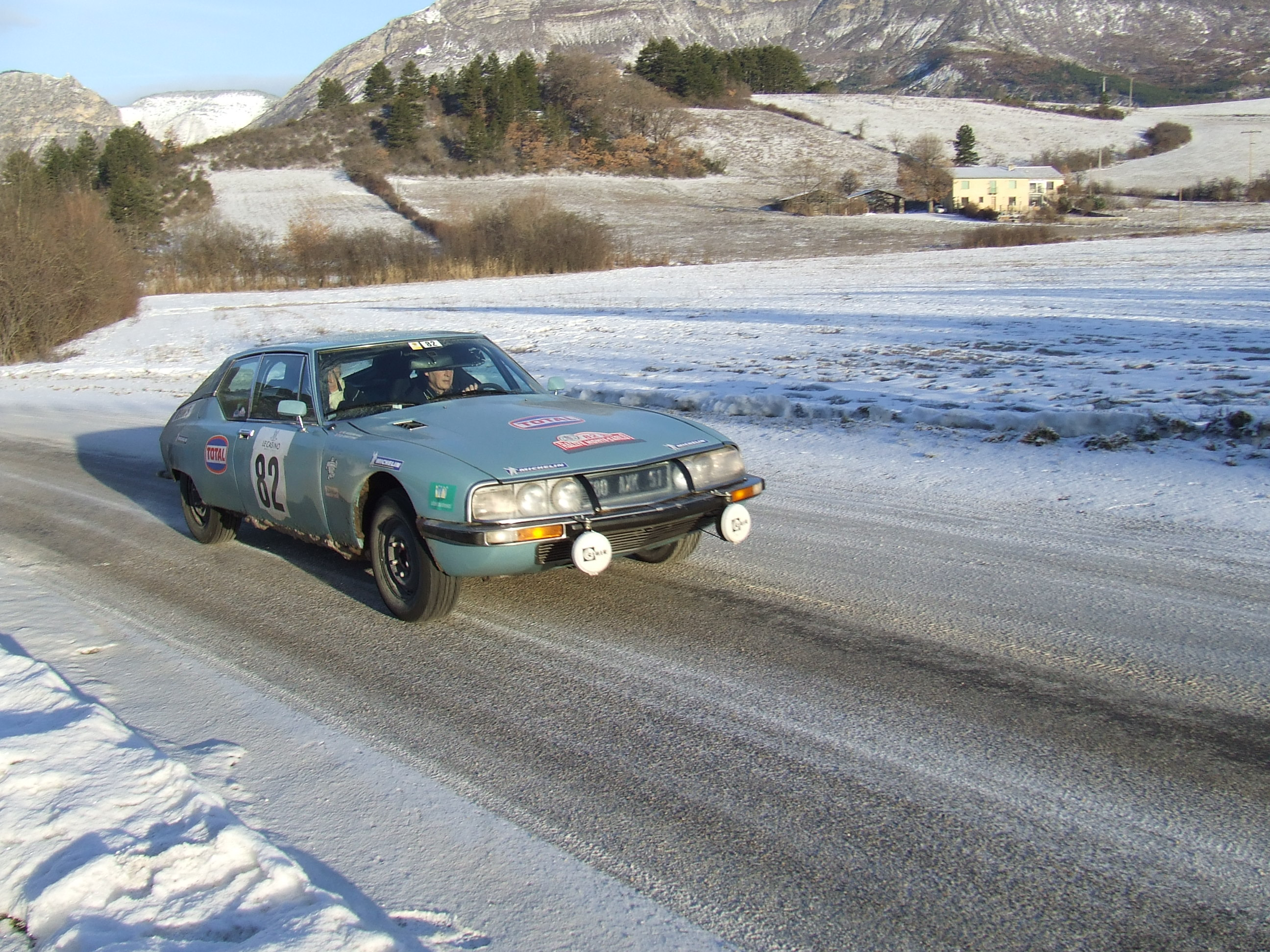
Une Citroën SM Groupe 2 semblable à celle de René Trautmann.

Ford France a préparé une Escort RS1600 Groupe 2 pour Jean-François Piot/Jim Porter tandis que Ford Grande-Bretagne a préparé un modèle identique pour Timo Mäkinen/Henry Liddon. Dotées d'une transmission classiques, elles pèsent 950 kg et leur moteur quatre cylindres de 1800 cm3 développe 200 chevaux. Les deux voitures sont équipées de pneus Dunlop. Piot a opté pour l'itinéraire de Lisbonne et Mäkinen pour celui d'Almería. Quelques équipages privés s'alignent sur des Escort Mexico Groupe 2 (1600 cm3, environ 160 chevaux), les plus en vue étant Chris Slater/Michael Frostick, Rob Slotemaker/Ferry van der Geest et Gijs van Lennep/Jooks Klein.
- Citroën

Le département compétition de Citroën a confié un coupé SM Groupe 2 à René Trautmann, navigué par Jean-Pierre Hanrioud. Cette traction, motorisée par un V6 de 2,7 litres d'origine Maserati, pèse environ 1400 kg. Trautmann s'élancera de Monte-Carlo, tout comme les équipages Francisco Romãozinho/Heitor Morais et Raymond Touroul/Pierre Lafont, engagés sur des DS 21 de série. Les Citroën sont chaussées de pneus Michelin.
- Opel

Le Greder Racing a engagé deux Ascona Groupe 2 (transmission classique, moteur quatre cylindres, 1,9 litre, environ 160 chevaux) pour Henri Greder/Christian Delferier et Marie-Claude Beaumont/«Biche», ainsi qu'une Ascona 1900 SR de série pour Jean Ragnotti (navigué par Pierre Thimonier), cet équipage étant l'un des favoris du Groupe 1. Les trois voitures partiront de Monte-Carlo et seront chaussées de pneus Michelin.
- Alfa Romeo

Alfa Romeo France aligne deux coupés 2000 GTV pour Guy Chasseuil/Christian Baron et Guy Verrier/«Pompadon» ainsi qu'une berline 2000 pour Jean-Louis Barailler/Jean-Philippe Fayel. Ces trois voitures, équipées de pneus Michelin, comptent parmi les favorites du Groupe 1.

## Déroulement de la course

### Parcours de concentration
264 voitures prennent le départ de la course le vendredi 21 janvier, de neuf villes européennes différentes. Almería est la ville de départ la plus prisée, à l'opposé très peu (moins de dix) partiront de Glasgow ou de Lisbonne. Les moyennes imposées ne sont pas très élevées (60 km/h), mais cent-quinze équipages vont cependant être retardés à un des points de contrôle ; parmi les plus en vue, Giorgio Pianta (Opel), Jacques Henry et Bob Neyret (tous deux sur Alpine) vont être pénalisés de trente secondes, Jean-François Piot (Ford) d'une minute. Plus malchanceux encore seront Rob Slotemaker (un court-circuit provoquant l'incendie du moteur de sa Ford) et Claudine Bouchet (la casse du vase d'expansion provoquant une surchauffe du moteur de son Alpine), tous deux contraints de renoncer. Au total, quarante-quatre concurrents seront éliminés avant de rallier Monaco.

### Parcours commun

#### Monaco - Vals-les-Bains

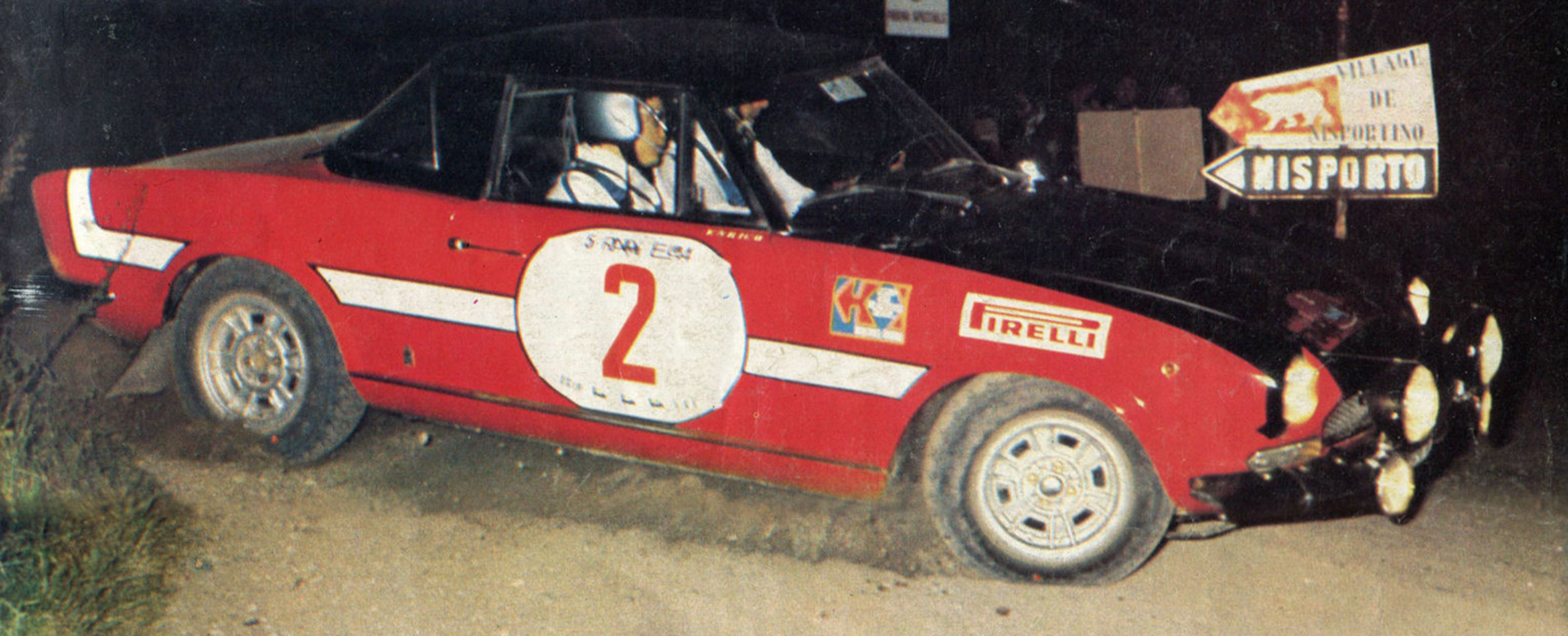
Une Fiat 124 Spider Groupe 4 semblable à celle d'Håkan Lindberg. Leader de l'équipe italienne, le pilote suédois, malade, ne s'est pas présenté au départ de la première épreuve spéciale.

Les équipages restant en course s'élancent de Monaco le mardi matin, à partir de huit heures. Souffrant d'une angine, Håkan Lindberg (Fiat) prend cependant le départ mais, ayant quarante degrés de fièvre, renoncera avant le pont des Miolans. Les routes sont majoritairement sèches sur le parcours du premier secteur chronométré, seuls les quatre derniers kilomètres étant légèrement verglacés. Ces conditions sont idéales pour les puissantes Porsche, Björn Waldegård et Gérard Larrousse réalisant les deux meilleurs temps devant la Lancia de Sandro Munari. Viennent ensuite les deux Ford Escort de Timo Mäkinen et de Jean-François Piot, dominatrices en groupe 2. L'ouvreur de l'équipe Alpine a été bloqué par un contrôle de gendarmerie et n'a pu communiquer les informations à son directeur sportif Jacques Cheinisse, aussi celui-ci a-t-il, par sécurité, fait équiper ses voitures de pneus fortement cloutés ; c'est Jean-Luc Thérier qui s'en accommode le mieux, le pilote normand perdant cependant une minute sur Waldegård. Victime d'une panne de freins, Amilcare Ballestrieri est sorti de la route et a percé le radiateur de sa Lancia ; il abandonnera après l'arrivée de l'épreuve spéciale. Christine Dacremont a heurté un talus et fortement endommagé son Alpine, abandonnant sur place. Un câble d'accélérateur cassé a fait perdre deux minutes à Simo Lampinen (Lancia), qui se trouve relégué à la vingt-deuxième place du classement.
Les conditions sont un peu moins bonnes dans le secteur suivant, de nombreux endroits de la route du col de Perty étant très glissants. Les Porsche sont une nouvelle fois les plus rapides et Waldegård conforte sa position en tête, avec désormais pratiquement une demi-minute d'avance sur son coéquipier Larrousse et près d'une minute et demie sur Munari, toujours troisième. Thérier est remonté à la quatrième place, à égalité avec Mäkinen, les deux hommes étant talonnés par la Datsun de Rauno Aaltonen. Encadrant la Datsun de Tony Fall, les quatre autres Alpine officielles viennent ensuite, emmenées par Jean-Pierre Nicolas. Les concurrents abordent ensuite la partie ardéchoise du rallye, alors qu'une tempête de neige est annoncée. Près du Moulinon, d'où va être donné le départ de la troisième épreuve chronométrée, le parcours est encore sec au moment où Thérier (premier sur la route) doit s'élancer et Cheinisse lui a conseillé les pneus «Racing», à sculptures légères ; mais à l'approche d'Antraigues la neige est bien présente et le pilote normand préférera laisser passer la Fiat d'Alcide Paganelli (partie derrière lui avec des pneus cloutés) pour prendre ses traces, perdant plus de cinq minutes dans ce secteur. Ayant fait le même choix que Thérier mais bénéficiant du passage d'autres concurrents, Waldegård perdra quant à lui trois minutes. Ce sont Nicolas et Darniche qui vont se montrer les plus rapides mais Munari n'est pas loin des temps des pilotes Alpine et prend le commandement de la course devant Nicolas, Mäkinen et Larrousse, ce dernier ayant limité les dégâts en changeant au dernier moment ses pneus «Racing» pour des pneus légèrement cloutés. La burle sévit dans le secteur de Burzet, des congères se forment et les organisateurs envisagent un moment d'annuler la quatrième épreuve spéciale, finalement maintenue. Le cloutage maximal (500 clous par pneu) s'impose, mais pour ceux ayant déjà disputé le tronçon précédent avec ce type de monte un dilemme se pose, les clous s'étant partiellement usés sur la partie sèche des premiers kilomètres. Aucune assistance n'est prévue entre Antraigues et Burzet, aussi est-il impossible de pointer dans le temps imparti en cas de changement de roues, et certains prennent le risque de conserver la même monte. C'est le cas de Darniche qui, malgré près d'une minute et demie perdue sur Munari, remonte à la deuxième place à seulement trois secondes du pilote italien, qui a dû concéder deux minutes de pénalités routières. Troisième, Andersson est à une demi-minute, précédant Nicolas et Mäkinen, ce dernier, qui domine toujours le groupe 2, accusant désormais trois minutes et demie de retard sur les deux premiers. Waldegård le talonne. Derrière, Andruet et Fall sont à plus de cinq minutes, suivis de près par l'Alpine de Jean-Marie Jacquemin, de loin le meilleur des pilotes privés. Les autres ont plus de dix minutes de retard. Quatorzième sur son Alfa Romeo, Guy Chasseuil est en tête du groupe 1, en lutte serrée avec l'Opel de Jean Ragnotti. Les conditions très difficiles ont entraîné de nombreux abandons, soixante-quatorze équipages étant déjà hors course.
| Pos. | Pilote               | Copilote              | Voiture                | Groupe | Temps           | Écart         |
| ---- | -------------------- | --------------------- | ---------------------- | ------ | --------------- | ------------- |
| 1    | Sandro Munari        | Mario Mannucci        | Lancia Fulvia coupé HF | 4      | 1 h 46 min 55 s |               |
| 2    | Bernard Darniche     | Alain Mahé            | Alpine A110 1600 S     | 4      | 1 h 46 min 58 s | + 3 s         |
| 3    | Ove Andersson        | John Davenport        | Alpine A110 1600 S     | 4      | 1 h 47 min 30 s | + 35 s        |
| 4    | Jean-Pierre Nicolas  | Michel Vial           | Alpine A110 1600 S     | 4      | 1 h 48 min 08 s | + 1 min 13 s  |
| 5    | Timo Mäkinen         | Henry Liddon          | Ford Escort RS1600     | 2      | 1 h 50 min 28 s | + 3 min 33 s  |
| 6    | Björn Waldegård      | Hans Thorszelius      | Porsche 911 S          | 4      | 1 h 50 min 33 s | + 3 min 38 s  |
| 7    | Jean-Claude Andruet  | Pierre Pagani         | Alpine A110 1600 S     | 4      | 1 h 52 min 20 s | + 5 min 25 s  |
| 8    | Tony Fall            | Mike Wood             | Datsun 240 Z           | 4      | 1 h 52 min 51 s | + 5 min 56 s  |
| 9    | Jean-Marie Jacquemin | Dorothée Jacquemin    | Alpine A110 1600 S     | 4      | 1 h 52 min 55 s | + 6 min 00 s  |
| 10   | Gérard Larrousse     | Jean-Claude Perramond | Porsche 911 S          | 4      | 1 h 56 min 56 s | + 10 min 01 s |
| 11   | Jean-François Piot   | Jim Porter            | Ford Escort RS1600     | 2      | 1 h 58 min 15 s | + 11 min 20 s |
| 12   | Rauno Aaltonen       | Jean Todt             | Datsun 240Z            | 4      | 1 h 58 min 35 s | + 11 min 40 s |
| 13   | Alcide Paganelli     | ‘Ninni’ Russo         | Fiat 124 Spider        | 4      | 1 h 59 min 26 s | + 12 min 31 s |
| 14   | Guy Chasseuil        | Christian Baron       | Alfa Romeo 2000 GTV    | 1      | 2 h 00 min 15 s | + 13 min 20 s |
| 15   | Bob Neyret           | Jacques Terramorsi    | Alpine A110 1600 S     | 4      | 2 h 00 min 35 s | + 13 min 40 s |
| 16   | Jean Ragnotti        | Pierre Thimonier      | Opel Ascona 1900 SR    | 1      | 2 h 00 min 38 s | + 13 min 43 s |

#### Vals-les-Bains - Chambéry
Si la route reste très enneigée vers Saint-Jean-en-Royans le mardi soir, les conditions sont redevenues bien meilleures, la visibilité étant correcte et le vent absent. Les Alpine dominent une nouvelle fois, Thérier et Andruet faisant presque jeu égal, devant leurs trois compagnons d'écurie. Darniche prend la tête de la course devant son coéquipier Andersson, Munari rétrogradant au troisième rang, à seulement une seconde du Suédois. Quatrième, Waldegård est à près de quatre minutes du pilote italien, tandis qu'Andruet a dépassé Mäkinen pour le gain de la cinquième place. Pénalisé de plus de dix minutes à cause d'un problème d'allumeur, Nicolas a chuté à la neuvième place. Dans la Chartreuse, toujours sur neige damée, c'est au tour d'Andruet de réaliser le meilleur temps, devant Thérier Andersson et Darniche, celui-ci ne possédant plus que trois secondes d'avance sur le Suédois aux portes de Chambéry. À moins d'une demi-minute, Munari est le seul à résister aux pilotes Alpine tandis qu'Andruet possède maintenant près d'une minute d'avance sur Waldegård. Sixième devant l'étonnant Jacquemin, Mäkinen domine toujours le groupe 2. Une sortie de route a coûté vingt-trois minutes de pénalisations à Fall et l'a relégué au delà de la vingtième place.
| Pos. | Pilote               | Copilote              | Voiture                | Groupe | Temps           | Écart         |
| ---- | -------------------- | --------------------- | ---------------------- | ------ | --------------- | ------------- |
| 1    | Bernard Darniche     | Alain Mahé            | Alpine A110 1600 S     | 4      | 2 h 45 min 09 s |               |
| 2    | Ove Andersson        | John Davenport        | Alpine A110 1600 S     | 4      | 2 h 45 min 12 s | + 3 s         |
| 3    | Sandro Munari        | Mario Mannucci        | Lancia Fulvia coupé HF | 4      | 2 h 45 min 36 s | + 27 s        |
| 4    | Jean-Claude Andruet  | Pierre Pagani         | Alpine A110 1600 S     | 4      | 2 h 48 min 58 s | + 3 min 49 s  |
| 5    | Björn Waldegård      | Hans Thorszelius      | Porsche 911 S          | 4      | 2 h 49 min 51 s | + 4 min 42 s  |
| 6    | Timo Mäkinen         | Henry Liddon          | Ford Escort RS1600     | 2      | 2 h 51 min 03 s | + 5 min 54 s  |
| 7    | Jean-Marie Jacquemin | Dorothée Jacquemin    | Alpine A110 1600 S     | 4      | 2 h 53 min 07 s | + 7 min 58 s  |
| 8    | Jean-Luc Thérier     | Claude Roure          | Alpine A110 1600 S     | 4      | 2 h 57 min 56 s | + 12 min 47 s |
| 9    | Jean-Pierre Nicolas  | Michel Vial           | Alpine A110 1600 S     | 4      | 2 h 58 min 51 s | + 13 min 42 s |
| 10   | Gérard Larrousse     | Jean-Claude Perramond | Porsche 911 S          | 4      | 2 h 58 min 53 s | + 13 min 44 s |
| 11   | Alcide Paganelli     | ‘Ninni’ Russo         | Fiat 124 Spider        | 4      | 2 h 59 min 32 s | + 14 min 23 s |
| 12   | Jean-François Piot   | Jim Porter            | Ford Escort RS1600     | 2      | 2 h 59 min 59 s | + 14 min 50 s |

#### Chambéry - Monaco
L'épreuve de Saint-Barthélemy ayant été annulée, les concurrents doivent effectuer, de nuit, une longue liaison avant de rejoindre le départ de l'épreuve chronométrée suivante, au départ de Chorges, où l'enneigement est important. Le terrain convient parfaitement aux voitures puissantes et Waldegård effectue le meilleur temps, revenant à seulement cinq secondes d'Andruet, qui conserve de justesse sa quatrième place. Avec Son Escort groupe 2, Mäkinen réalise également une excellente performance, ne concédant qu'une poignée de secondes à la Porsche. Darniche s'est montré moins rapide qu'Andersson qui s'empare du commandement de la course, Munari s'étant rapproché des deux premiers. Thérier a pris le risque de ne pas changer ses pneus pour ne pas subir de pénalité supplémentaire et, avec un cloutage insuffisant, est sorti de la route du côté de Séchilienne, dans un passage particulièrement glissant, abandonnant sur place. Longue de près de quarante kilomètres, la dernière spéciale se déroule sur route sèche. Larrousse exploite parfaitement la puissance de sa Porsche et domine nettement ses adversaires ; alors que son coéquipier Waldegård est sorti de la route après quelques centaines de mètres, le pilote français domine nettement ses adversaires et remonte à la cinquième place du classement général, à plus de treize minutes toutefois d'Andersson et de Darniche qui terminent le parcours commun aux deux premières places, seulement trois secondes les séparant. Munari, toujours troisième, est à quarante secondes, Andruet quatre minutes plus loin. Près de cinquante pilotes Mäkinen ont été pénalisés de cinq minutes pour excès de vitesse en liaison, dont Mäkinen qui rétrograde à la huitième place derrière Nicolas et Aaltonen ; il reste toutefois en tête du groupe 2. Chasseuil a subi la même peine ; douzième au classement générale, il mène toujours le groupe 1 (avec plus de deux minutes d'avance sur Ragnotti, son principal adversaire dans cette catégorie), tandis que le groupe 3 est toujours nettement dominé par Henry, vingtième au classement général. Malgré sa voiture endommagée, Waldegård est parvenu à rallier la principauté mais sera déclaré hors course, ayant perdu trop de temps à l'assistance. Seulement cinquante-deux voitures ont achevé le parcours commun dans les délais, mais certaines ne sont pas en état de continuer la course.
| Pos. | Pilote                | Copilote              | Voiture                | Groupe | Temps           | Écart             |
| ---- | --------------------- | --------------------- | ---------------------- | ------ | --------------- | ----------------- |
| 1    | Ove Andersson         | John Davenport        | Alpine A110 1600 S     | 4      | 3 h 32 min 54 s |                   |
| 2    | Bernard Darniche      | Alain Mahé            | Alpine A110 1600 S     | 4      | 3 h 32 min 57 s | + 3 s             |
| 3    | Sandro Munari         | Mario Mannucci        | Lancia Fulvia coupé HF | 4      | 3 h 33 min 04 s | + 40 s            |
| 4    | Jean-Claude Andruet   | Pierre Pagani         | Alpine A110 1600 S     | 4      | 3 h 37 min 20 s | + 4 min 26 s      |
| 5    | Gérard Larrousse      | Jean-Claude Perramond | Porsche 911 S          | 4      | 3 h 46 min 27 s | + 13 min 33 s     |
| 6    | Jean-Pierre Nicolas   | Michel Vial           | Alpine A110 1600 S     | 4      | 3 h 47 min 22 s | + 14 min 28 s     |
| 7    | Rauno Aaltonen        | Jean Todt             | Datsun 240Z            | 4      | 3 h 49 min 44 s | + 16 min 50 s     |
| 8    | Timo Mäkinen          | Henry Liddon          | Ford Escort RS1600     | 2      | 3 h 52 min 18 s | + 19 min 24 s     |
| 9    | Jean-François Piot    | Jim Porter            | Ford Escort RS1600     | 2      | 3 h 56 min 47 s | + 23 min 53 s     |
| 10   | Alcide Paganelli      | ‘Ninni’ Russo         | Fiat 124 Spider        | 4      | 4 h 00 min 13 s | + 27 min 19 s     |
| 11   | Simo Lampinen         | Sölve Andreasson      | Lancia Fulvia coupé HF | 4      | 4 h 01 min 35 s | + 28 min 41 s     |
| 12   | Guy Chasseuil         | Christian Baron       | Alfa Romeo 2000 GTV    | 1      | 4 h 04 min 02 s | + 31 min 08 s     |
| 13   | Bob Neyret            | Jacques Terramorsi    | Alpine A110 1600 S     | 4      | 4 h 05 min 27 s | + 32 min 33 s     |
| 14   | Jean Ragnotti         | Pierre Thimonier      | Opel Ascona 1900 SR    | 1      | 4 h 06 min 22 s | + 33 min 28 s     |
| 15   | Sergio Barbasio       | Piero Sodano          | Lancia Fulvia coupé HF | 4      | 4 h 06 min 46 s | + 33 min 52 s     |
| 16   | Raffaele Pinto        | Helmut Eisendle       | Fiat 124 Spider        | 4      | 4 h 06 min 54 s | + 34 min 00 s     |
| 17   | Tony Fall             | Mike Wood             | Datsun 240 Z           | 4      | 4 h 11 min 07 s | + 38 min 13 s     |
| 18   | Nicolas Koob          | Nico Demuth           | BMW 2002 Ti            | 2      | 4 h 12 min 33 s | + 39 min 39 s     |
| 19   | Pat Moss-Carlsson     | Elizabeth Crellin     | Alpine A110 1600 S     | 4      | 4 h 17 min 03 s | + 44 min 09 s     |
| 20   | Jacques Henry         | Gérard Di Nicola      | Alpine A110 1600       | 3      | 4 h 18 min 10 s | + 45 min 16 s     |
| 21   | Marie-Claude Beaumont | «Biche»               | Opel Ascona 1900       | 2      | 4 h 18 min 22 s | + 45 min 28 s     |
| 22   | Claude Ballot-Léna    | Jean-Claude Morenas   | BMW 2002 Ti            | 1      | 4 h 23 min 14 s | + 50 min 20 s     |
| 23   | Claude Laurent        | Jacques Marché        | Daf 55                 | 2      | 4 h 24 min 42 s | + 51 min 48 s     |
| 24   | Bernard Fiorentino    | Maurice Gélin         | Simca 1100 S           | 1      | 4 h 30 min 54 s | + 58 min 00 s     |
| 25   | Claude Haldi          | Paul Keller           | Porsche 911 S          | 4      | 4 h 36 min 53 s | + 1 h 03 min 59 s |

### Épreuve complémentaire

#### Monaco - Puget-Théniers
Seulement trente-quatre équipages se présentent au départ de l'épreuve complémentaire, le jeudi soir. Les organisateurs ont rectifié le temps de Lampinen, qui avait été pénalisé par erreur de cinq minutes dans le secteur du Moulinon le mardi ; le pilote Lancia regagne ainsi deux places et se retrouve neuvième, passant devant Piot et Paganelli. La route du col de la Madone est sèche, avec seulement quelques passages boueux. Sur sa puissante Porsche, Larrousse est le plus rapide mais Darniche réalise le deuxième temps, battant son coéquipier Andersson et le dépossédant, pour cinq secondes, du commandement de la course. Munari conserve la troisième place, à une minute des deux Alpine de tête. En difficulté avec son embrayage, Mäkinen termine la spéciale mais renonce aussitôt après, Piot menant désormais le groupe 2. Nicolas est sorti de la route et a abandonné, tout comme Paganelli dont la transmission a lâché avant le départ de la spéciale. Le col de Turini est enneigé et les Alpine dominent, Darniche creusant l'écart sur son coéquipier Andersson, relégué à près d'une demi-minute. Munari a commis l'erreur de partir avec des pneus pas suffisamment cloutés ; il conserve la troisième place, devant Andruet, mais accuse maintenant trois minute de retard. Darniche se montre encore le meilleur dans le col de la Couillole, un peu moins enneigé que celui de Turini, et conforte nettement sa position en tête, Andersson perdant plus de deux minutes et demie à cause d'une boîte de vitesses défectueuse, ne pouvant plus sélectionner que les troisième et cinquième rapports. Le pilote suédois conserve de justesse sa deuxième place, n'ayant plus que six secondes d'avance sur Munari. Surpris par une plaque de verglas, Andruet est sorti de la route et a endommagé la direction de son Alpine ; il parviendra à faire redresser la biellette tordue dans un garage local mais concédera six minutes de pénalisation supplémentaires, conservant toutefois sa quatrième place, devant Larrousse et Aaltonen. Huitième à une vingtaine de secondes de Lampinen, Piot est toujours largement en tête du groupe 2. Neuvième, Chasseuil mène toujours le groupe 1, avec plus de deux minutes d'avance sur son rival Ragnotti, douzième au classement général.
| Pos. | Pilote              | Copilote              | Voiture                | Groupe | Temps           | Écart         |
| ---- | ------------------- | --------------------- | ---------------------- | ------ | --------------- | ------------- |
| 1    | Bernard Darniche    | Alain Mahé            | Alpine A110 1600 S     | 4      | 4 h 30 min 54 s |               |
| 2    | Ove Andersson       | John Davenport        | Alpine A110 1600 S     | 4      | 4 h 34 min 07 s | + 3 min 13 s  |
| 3    | Sandro Munari       | Mario Mannucci        | Lancia Fulvia coupé HF | 4      | 4 h 34 min 13 s | + 3 min 19 s  |
| 4    | Jean-Claude Andruet | Pierre Pagani         | Alpine A110 1600 S     | 4      | 4 h 43 min 22 s | + 12 min 28 s |
| 5    | Gérard Larrousse    | Jean-Claude Perramond | Porsche 911 S          | 4      | 4 h 46 min 08 s | + 15 min 14 s |
| 6    | Rauno Aaltonen      | Jean Todt             | Datsun 240Z            | 4      | 4 h 49 min 06 s | + 18 min 12 s |
| 7    | Simo Lampinen       | Sölve Andreasson      | Lancia Fulvia coupé HF | 4      | 4 h 57 min 22 s | + 26 min 28 s |
| 8    | Jean-François Piot  | Jim Porter            | Ford Escort RS1600     | 2      | 4 h 57 min 44 s | + 26 min 50 s |
| 9    | Guy Chasseuil       | Christian Baron       | Alfa Romeo 2000 GTV    | 1      | 5 h 07 min 43 s | + 36 min 49 s |
| 10   | Sergio Barbasio     | Piero Sodano          | Lancia Fulvia coupé HF | 4      | 5 h 09 min 15 s | + 38 min 21 s |
| 11   | Bob Neyret          | Jacques Terramorsi    | Alpine A110 1600 S     | 4      | 5 h 09 min 48 s | + 38 min 54 s |
| 12   | Jean Ragnotti       | Pierre Thimonier      | Opel Ascona 1900 SR    | 1      | 5 h 10 min 05 s | + 39 min 11 s |
| 13   | Tony Fall           | Mike Wood             | Datsun 240 Z           | 4      | 5 h 11 min 47 s | + 40 min 53 s |
| 14   | Jacques Henry       | Gérard Di Nicola      | Alpine A110 1600       | 3      | 5 h 28 min 02 s | + 57 min 08 s |

#### Puget-Théniers - Monaco

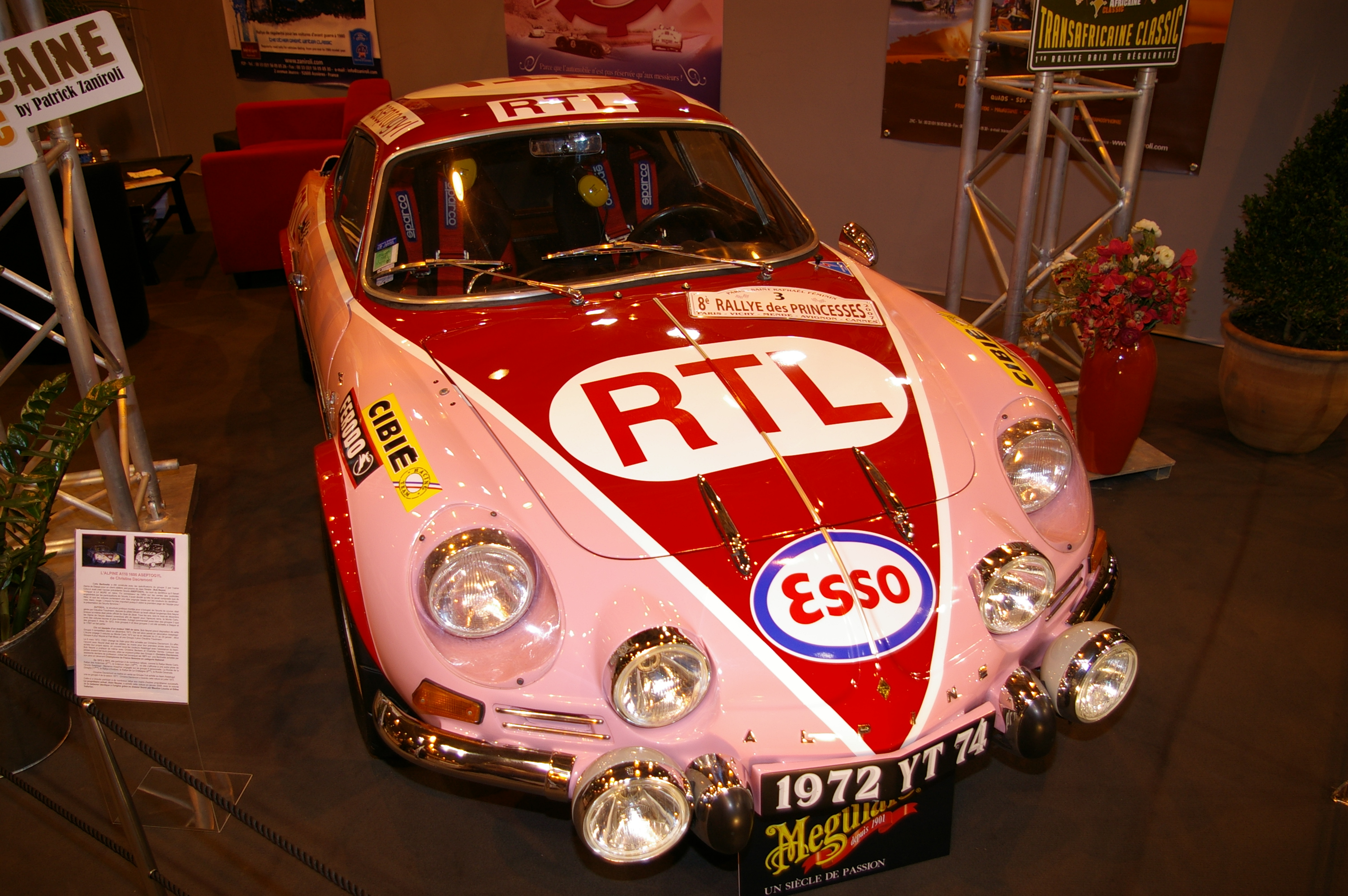
Une Alpine A110 1600 S groupe 4 aux couleurs Aseptogyl, identique à celle ayant remporté la coupe des dames avec l'équipage Pat Moss-Carlsson/Elizabeth Crellin.

Sa boîte ne pouvant être réparée, Andersson renonce, estimant que certaines montées du parcours ne peuvent être franchies en troisième. Darniche se montre une nouvelle fois le plus rapide au second passage du col de Turini, Munari (désormais deuxième) accusant maintenant près de quatre minutes de retard sur le Français. Andruet est à douze minutes, Larrousse à plus d'un quart d'heure. La cause semble entendue pour la victoire mais au deuxième passage de la Couillole la boîte de vitesses de l'Alpine du leader commence à se bloquer. Darniche parvient au terme de la spéciale, ayant perdu plus d'une minute sur ses poursuivants ; il est alors toujours en tête mais aussitôt après la boîte se bloque définitivement et il est contraint à l'abandon. Andruet est légèrement sorti de la route cinq cents mètres après le départ de Saint-Sauveur et a crevé un pneu et endommagé une nouvelle fois sa direction. Il parvient cependant à rallier Beuil après une nouvelle «touchette», ayant perdu plus de cinq minutes dans ce secteur ; il est alors toujours troisième mais sa voiture est devenue inconduisible et il renonce à son tour. Munari se retrouve en tête avec près de treize minutes d'avance sur Larrousse et quinze sur Aaltonen. Chasseuil, qui menait toujours le groupe 1, rejoint son assistance pour y abandonner, pont arrière hors d'usage, Ragnotti se retrouvant en tête en tourisme de série. Dès lors, la course est jouée et Munari va désormais lever le pied. Les deux derniers tronçons chronométrés n'apporteront pas de changement significatif, le champion italien remportant sa première victoire en principauté loin devant Larrousse et Aaltonen. Cinquième derrière Lampinen, Piot s'impose en groupe 2 tandis que Ragnotti, neuvième, fait de même en groupe 1. En groupe 3, la victoire revient à l'Alpine de Henry, onzième au classement général derrière celle de Pat Moss-Carlsson, qui remporte la coupe des dames. Seulement vingt-quatre équipages ont atteint l'arrivée.

### Classements intermédiaires
Classements intermédiaires des pilotes après chaque épreuve spéciale

### Classement général

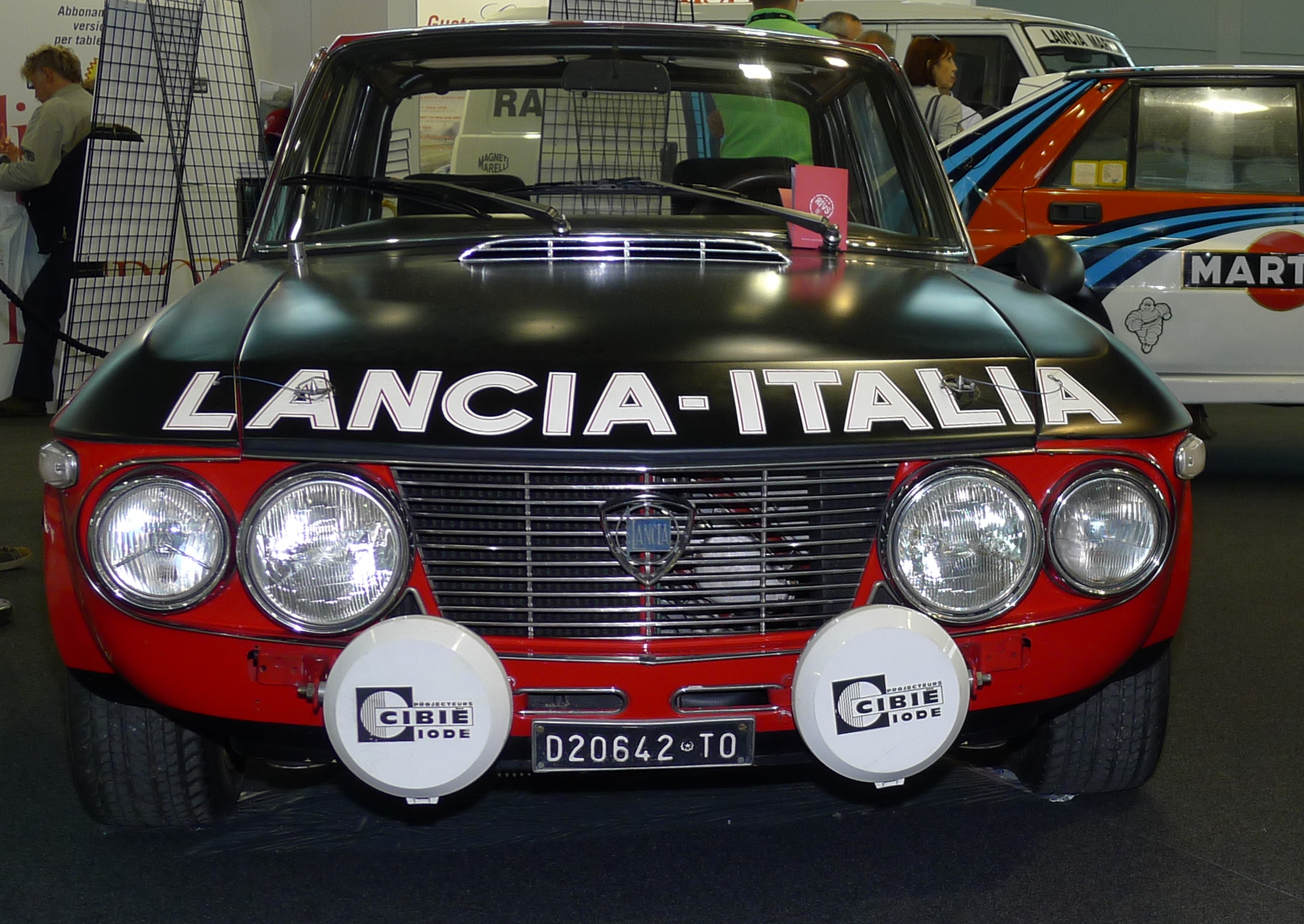
Un coupé Lancia Fulvia HF groupe 4 semblable à celui des vainqueurs.

| Pos | No | Pilote             | Copilote              | Voiture                | Temps           | Écart         | Groupe |
| --- | -- | ------------------ | --------------------- | ---------------------- | --------------- | ------------- | ------ |
| 1   | 14 | Sandro Munari      | Mario Mannucci        | Lancia Fulvia coupé HF | 5 h 57 min 55 s |               | 4      |
| 2   | 4  | Gérard Larrousse   | Jean-Claude Perramond | Porsche 911 S          | 6 h 08 min 45 s | + 10 min 50 s | 4      |
| 3   | 5  | Rauno Aaltonen     | Jean Todt             | Datsun 240Z            | 6 h 12 min 35 s | + 14 min 40 s | 4      |
| 4   | 21 | Simo Lampinen      | Sölve Andreasson      | Lancia Fulvia coupé HF | 6 h 20 min 04 s | + 22 min 09 s | 4      |
| 5   | 7  | Jean-François Piot | Jim Porter            | Ford Escort RS1600     | 6 h 26 min 23 s | + 28 min 28 s | 2      |
| 6   | 26 | Sergio Barbasio    | Piero Sodano          | Lancia Fulvia coupé HF | 6 h 34 min 17 s | + 36 min 22 s | 4      |
| 7   | 33 | Bob Neyret         | Jacques Terramorsi    | Alpine A110 1600 S     | 6 h 34 min 53 s | + 36 min 58 s | 4      |
| 8   | 27 | Raffaele Pinto     | Helmut Eisendle       | Fiat 124 Spider        | 6 h 42 min 17 s | + 44 min 22 s | 4      |
| 9   | 16 | Jean Ragnotti      | Pierre Thimonier      | Opel Ascona 1900 SR    | 6 h 44 min 10 s | + 46 min 15 s | 1      |
| 10  | 60 | Pat Moss-Carlsson  | Elizabeth Crellin     | Alpine A110 1600 S     | 6 h 53 min 08 s | + 55 min 13 s | 4      |

### Classements par groupe

#### Groupe 1
| Pos | no | Pilote             | Copilote            | Voiture             | Temps           | Écart         | Class. général        |
| --- | -- | ------------------ | ------------------- | ------------------- | --------------- | ------------- | --------------------- |
| 1   | 16 | Jean Ragnotti      | Pierre Thimonier    | Opel Ascona 1900 SR | 6 h 44 min 10 s |               | 9e à 46 min 15 s      |
| 2   | 61 | Claude Ballot-Léna | Jean-Claude Morenas | BMW 2002 Ti         | 7 h 07 min 06 s | + 22 min 56 s | 14e à 1 h 09 min 11 s |
| 3   | 34 | Bernard Fiorentino | Maurice Gélin       | Simca 1100 S        | 7 h 21 min 33 s | + 35 min 18 s | 16e à 1 h 23 min 38 s |

#### Groupe 2

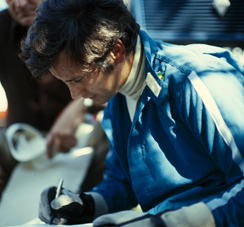
Jean-François Piot, vainqueur du groupe 2.

| Pos | no | Pilote                | Copilote    | Voiture            | Temps           | Écart         | Class. général        |
| --- | -- | --------------------- | ----------- | ------------------ | --------------- | ------------- | --------------------- |
| 1   | 7  | Jean-François Piot    | Jim Porter  | Ford Escort RS1600 | 6 h 26 min 23 s |               | 5e à 28 min 28 s      |
| 2   | 32 | Marie-Claude Beaumont | «Biche»     | Opel Ascona 1900   | 7 h 02 min 03 s | + 35 min 40 s | 12e à 1 h 04 min 08 s |
| 3   | 67 | Nicolas Koob          | Nico Demuth | BMW 2002 Ti        | 7 h 11 min 31 s | + 45 min 08 s | 15e à 1 h 13 min 36 s |

#### Groupe 3
| Pos | no | Pilote        | Copilote          | Voiture            | Temps           | Écart         | Class. général        |
| --- | -- | ------------- | ----------------- | ------------------ | --------------- | ------------- | --------------------- |
| 1   | 29 | Jacques Henry | Gérard Di Nicola  | Alpine A110 1600 S | 6 h 58 min 18 s |               | 11e à 1 h 00 min 23 s |
| 2   | 50 | «Il Pilota»   | Alberto Brambilla | Porsche 911 S      | 7 h 29 min 09 s | + 30 min 51 s | 17e à 1 h 31 min 14 s |

#### Groupe 4
| Pos | no | Pilote           | Copilote              | Voiture                | Temps           | Écart         | Class. général   |
| --- | -- | ---------------- | --------------------- | ---------------------- | --------------- | ------------- | ---------------- |
| 1   | 14 | Sandro Munari    | Mario Mannucci        | Lancia Fulvia coupé HF | 5 h 57 min 55 s |               | Vainqueur absolu |
| 2   | 4  | Gérard Larrousse | Jean-Claude Perramond | Porsche 911 S          | 6 h 08 min 45 s | + 10 min 50 s | 2e à 10 min 50 s |
| 3   | 5  | Rauno Aaltonen   | Jean Todt             | Datsun 240Z            | 6 h 12 min 35 s | + 14 min 40 s | 3e à 14 min 40 s |

### Équipages de tête
- ES1 à ES2 :  Björn Waldegård -  Hans Thorszelius (Porsche 911 S)
- ES3 à ES4 :  Sandro Munari -  Mario Mannucci (Lancia Fulvia coupé HF)
- ES5 à ES7 :  Bernard Darniche -  Alain Mahé (Alpine A110 1600 S)
- ES8 à ES9 :  Ove Andersson -  John Davenport (Alpine A110 1600 S)
- ES10 à ES14 :  Bernard Darniche -  Alain Mahé (Alpine A110 1600 S)
- ES15 à ES16 :  Sandro Munari -  Mario Mannucci (Lancia Fulvia coupé HF)

### Vainqueurs d'épreuves spéciales
- Björn Waldegård -  Hans Thorszelius (Porsche 911 S) : 3 spéciales (ES 1, 2, 8)
- Bernard Darniche -  Alain Mahé (Alpine A110 1600 S) : 3 spéciales (ES 11 à 13)
- Gérard Larrousse -  Jean-Claude Perramond (Porsche 911 S) : 3 spéciales (ES 9, 10, 16)
- Jean-Pierre Nicolas -  Michel Vial (Alpine A110 1600 S) : 1 spéciale (ES 3)
- Sandro Munari -  Mario Mannucci (Lancia Fulvia coupé HF) : 1 spéciale (ES 4)
- Jean-Luc Thérier -  Claude Roure (Alpine A110 1600 S) : 1 spéciale (ES 5)
- Jean-Claude Andruet -  Pierre Pagani (Alpine A110 1600 S) : 1 spéciale (ES 6)
- Rauno Aaltonen -  Jean Todt (Datsun 240Z) : 1 spéciale (ES 14)
- Simo Lampinen -  Sölve Andreasson (Lancia Fulvia coupé HF) : 1 spéciale (ES 15)

## Résultats des principaux engagés

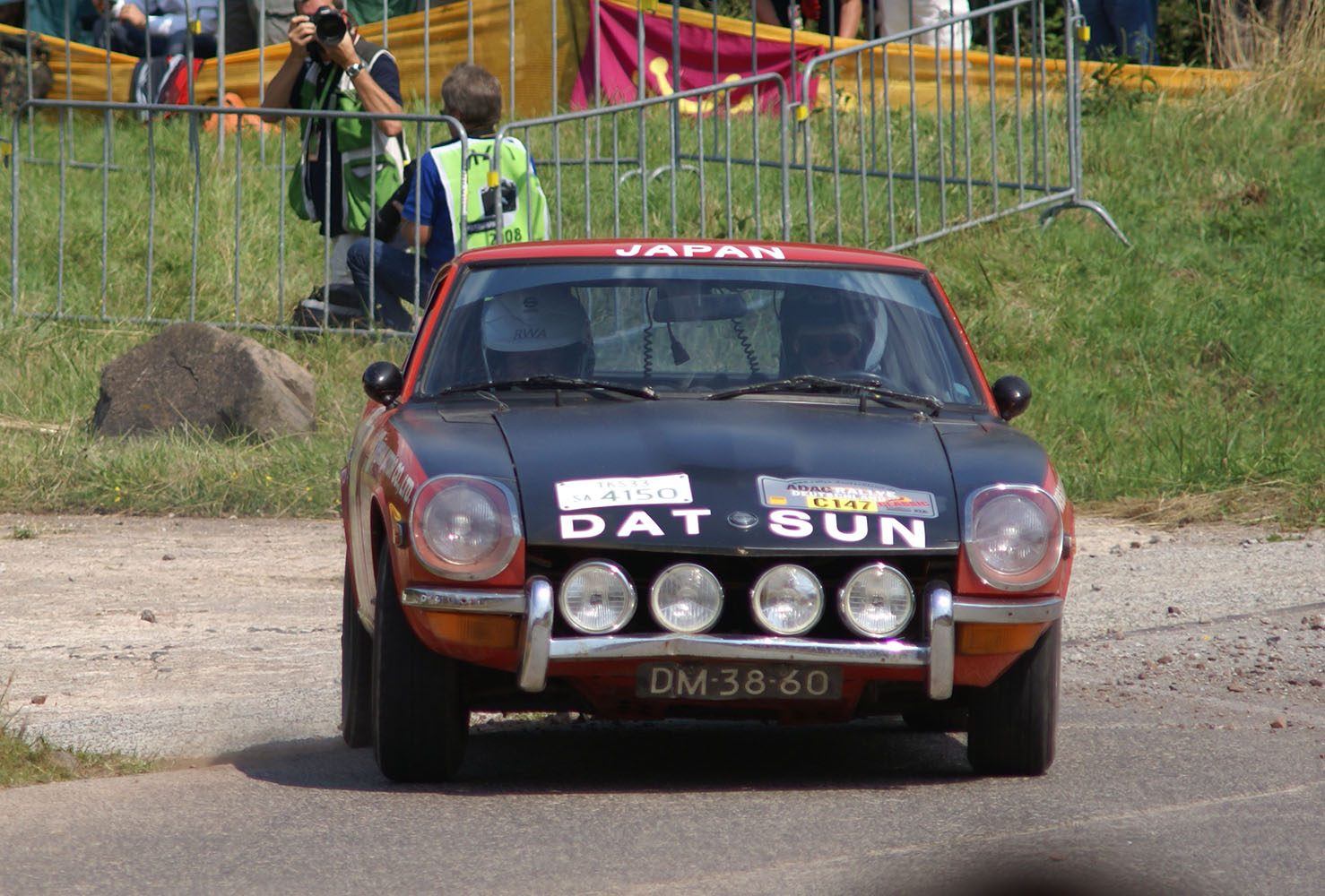
Une Datsun 240Z groupe 4 lors d'une manifestation historique. Rauno Aaltonen a terminé troisième de l'épreuve sur une voiture identique.

| No  | Pilote                | Copilote              | Voiture                | Groupe | Classement général                                           | Class. groupe | Commentaire                            |
| --- | --------------------- | --------------------- | ---------------------- | ------ | ------------------------------------------------------------ | ------------- | -------------------------------------- |
| 1   | Jean-Luc Thérier      | Claude Roure          | Alpine A110 1600 S     | 4      | ab. dans la 8e spéciale (sortie de route)                    | -             |                                        |
| 2   | Amilcare Ballestrieri | Arnaldo Bernacchini   | Lancia Fulvia coupé HF | 4      | ab. après la 1re spéciale (radiateur)                        | -             |                                        |
| 3   | Alcide Paganelli      | ‘Ninni’ Russo         | Fiat 124 Spider        | 4      | ab. avant la 10e spéciale (transmission)                     | -             |                                        |
| 4   | Gérard Larrousse      | Jean-Claude Perramond | Porsche 911 S          | 4      | 2e à 10 min 50 s                                             | 2e            | 10 min de pénalisations routières      |
| 5   | Rauno Aaltonen        | Jean Todt             | Datsun 240Z            | 4      | 3e à 14 min 40 s                                             | 3e            | 9 min de pénalisations routières       |
| 6   | Jean-Claude Andruet   | Pierre Pagani         | Alpine A110 1600 S     | 4      | ab. après la 14e spéciale (à la suite d'une sortie de route) | -             | classé 26e à 4 h 26 min 32 s           |
| 7   | Jean-François Piot    | Jim Porter            | Ford Escort RS1600     | 2      | 5e à 28 min 28 s                                             | 1er           | 15 min de pénalisations routières      |
| 8   | Harry Källström       | Gunnar Häggbom        | Lancia Fulvia coupé HF | 4      | ab. après la 8e spéciale (boîte de vitesses)                 | -             |                                        |
| 9   | Giorgio Pianta        | Emilio Paleari        | Opel Manta 1900        | 2      | ab. dans la 3e spéciale (sortie de route)                    | -             |                                        |
| 10  | Guy Chasseuil         | Christian Baron       | Alfa Romeo 2000 GTV    | 1      | ab. après la 14e spéciale (transmission)                     | -             | classé 27e à 4 h 54 min 52 s           |
| 11  | Ove Andersson         | John Davenport        | Alpine A110 1600 S     | 4      | ab. après la 12e spéciale (boîte de vitesses)                | -             | classé 28e à 5 h 36 min 12 s           |
| 12  | Håkan Lindberg        | Lars-Erik Carlström   | Fiat 124 Spider        | 4      | ab. avant la 1re spéciale (pilote malade)                    | -             |                                        |
| 14  | Sandro Munari         | Mario Mannucci        | Lancia Fulvia coupé HF | 4      | 1er                                                          | 1er           |                                        |
| 15  | Björn Waldegård       | Hans Thorszelius      | Porsche 911 S          | 4      | ab. après la 9e spéciale (hors délai)                        | -             |                                        |
| 16  | Jean Ragnotti         | Pierre Thimonier      | Opel Ascona 1900 SR    | 1      | 9e à 46 min 15 s                                             | 1er           | 12 min de pénalisations routières      |
| 17  | Bernard Darniche      | Alain Mahé            | Alpine A110 1600 S     | 4      | ab. après la 14e spéciale (boîte de vitesses)                | -             | classé 25e à 4 h 15 min 29 s           |
| 18  | Sobieslaw Zasada      | Ewa Zasada            | Polski Fiat 125P       | 2      | ab. dans la 5e spéciale (sortie de route)                    | -             |                                        |
| 19  | Timo Mäkinen          | Henry Liddon          | Ford Escort RS1600     | 2      | ab. après la 10e spéciale (embrayage)                        | -             | classé 31e à 7 h 14 min 14 s           |
| 20  | Tony Fall             | Mike Wood             | Datsun 240 Z           | 4      | ab. dans la 14e spéciale (demi-arbre)                        | -             | classé 29e à 5 h 36 min 55 s           |
| 21  | Simo Lampinen         | Sölve Andreasson      | Lancia Fulvia coupé HF | 4      | 4e à 22 min 09 s                                             | 4e            | 16 min de pénalisations routières      |
| 22  | Peter Hommel          | Günter Bork           | Wartburg 353           | 2      | ab. dans le parcours commun                                  | -             |                                        |
| 23  | Jean-Pierre Nicolas   | Michel Vial           | Alpine A110 1600 S     | 4      | ab. dans la 10e spéciale (sortie de route)                   | -             | classé 33e à 12 h 49 min 27 s          |
| 24  | Henri Greder          | Christian Delferier   | Opel Ascona SR         | 2      | ab. avant la 10e spéciale (fuite d'huile)                    | -             |                                        |
| 25  | René Trautmann        | Jean-Pierre Hanrioud  | Citroën SM             | 2      | ab. après la 5e spéciale (cardan)                            | -             |                                        |
| 26  | Sergio Barbasio       | Piero Sodano          | Lancia Fulvia coupé HF | 4      | 6e à 36 min 22 s                                             | 5e            | 18 min de pénalisations routières      |
| 27  | Raffaele Pinto        | Helmut Eisendle       | Fiat 124 Spider        | 4      | 8e à 44 min 22 s                                             | 7e            | 10 min de pénalisations routières      |
| 29  | Jacques Henry         | Gérard Di Nicola      | Alpine A110 1600 S     | 3      | 11e à 1 h 00 min 23 s                                        | 1er           | 26 min 30 s de pénalisations routières |
| 30  | Claude Laurent        | Jacques Marché        | Daf 55                 | 2      | 18e à 1 h 06 min 23 s                                        | 4e            | 30 min de pénalisations routières      |
| 31  | Jean-Louis Barailler  | Jean-Philippe Fayel   | Alfa Romeo 2000        | 1      | ab. après la 9e spéciale (hors délai)                        | -             |                                        |
| 32  | Marie-Claude Beaumont | «Biche»               | Opel Ascona 1900       | 2      | 12e à 1 h 04 min 08 s                                        | 2e            | 17 min de pénalisations routières      |
| 33  | Bob Neyret            | Jacques Terramorsi    | Alpine A110 1600 S     | 4      | 7e à 36 min 58 s                                             | 6e            | 15 min 30 s de pénalisations routières |
| 34  | Bernard Fiorentino    | Maurice Gélin         | Simca 1100 S           | 1      | 16e à 1 h 23 min 38 s                                        | 3e            | 29 min 30 s de pénalisations routières |
| 35  | Jean-Marie Jacquemin  | Dorothée Jacquemin    | Alpine A110 1600 S     | 4      | ab. après la 9e spéciale (accident)                          | -             |                                        |
| 36  | Guy Verrier           | «Pompadon»            | Alfa Romeo 2000 GTV    | 1      | ab. après la 9e spéciale (hors délai)                        | -             |                                        |
| 37  | Chris Slater          | Michael Frostick      | Ford Escort Mexico     | 2      | ab. dans le parcours commun (alternateur)                    | -             |                                        |
| 39  | Francisco Romãozinho  | Heitor Morais         | Citroën DS 21          | 1      | 19e à 1 h 46 min 02 s                                        | 4e            | 57 min de pénalisations routières      |
| 43  | Christine Dacremont   | Corinne Tarnaud       | Alpine A110 1600 S     | 4      | ab. dans la 1re spéciale (accident)                          | -             |                                        |
| 45  | Raymond Touroul       | Pierre Lafont         | Citroën DS 21          | 1      | ab. dans le parcours commun                                  | -             |                                        |
| 46  | Pierre Maublanc       | Jean-Luc Demarquet    | BMW 2002 Ti            | 2      | ab. dans la 3e spéciale (accident)                           | -             |                                        |
| 47  | Claudine Bouchet      | Marie-Odile Desvignes | Alpine A110 1600 S     | 4      | ab. dans le parcours de concentration (surchauffe)           | -             |                                        |
| 50  | «Il Pilota»           | Alberto Brambilla     | Porsche 911 S          | 3      | 17e à 1 h 31 min 14 s                                        | 2e            | 43 min de pénalisations routières      |
| 60  | Pat Moss-Carlsson     | Elizabeth Crellin     | Alpine A110 1600 S     | 4      | 10e à 55 min 13 s                                            | 8e            | 23 min de pénalisations routières      |
| 61  | Claude Ballot-Léna    | Jean-Claude Morenas   | BMW 2002 Ti            | 1      | 14e à 1 h 09 min 11 s                                        | 2e            | 43 min de pénalisations routières      |
| 67  | Nicolas Koob          | Nico Demuth           | BMW 2002 Ti            | 2      | 15e à 1 h 13 min 36 s                                        | 3e            | 21 min de pénalisations routières      |
| 76  | Rob Slotemaker        | Ferry van der Geest   | Ford Escort Mexico     | 2      | ab. dans le parcours de concentration (incendie)             | -             |                                        |
| 82  | Gijs van Lennep       | Jooks Klein           | Ford Escort Mexico     | 2      | ab. dans le parcours commun (hors délai)                     | -             |                                        |
| 106 | Claude Haldi          | Paul Keller           | Porsche 911 S          | 4      | 13e à 1 h 06 min 28 s                                        | 9e            | 31 min de pénalisations routières      |

## Classement du championnat à l'issue de la course
- attribution des points : 20, 15, 12, 10, 8, 6, 4, 3, 2, 1 respectivement aux dix premières marques de chaque épreuve (sans cumul, seule la voiture la mieux classée de chaque constructeur marque des points)[3].
- sur dix épreuves qualificatives prévues pour le championnat international des marques 1972, neuf seront effectivement courues : devant se dérouler du 19 au 24 juin, la 32e édition de la Coupe des Alpes sera annulée, faute d'un nombre suffisant de participants[2].

| Pos. | Marque         | Points | M-C | SUE | SAF | MAR | ACR | ALP | AUT | SAN | PRE | RAC |
| ---- | -------------- | ------ | --- | --- | --- | --- | --- | --- | --- | --- | --- | --- |
| 1    | Lancia         | 20     | 20  |     |     |     |     |     |     |     |     |     |
| 2    | Porsche        | 15     | 15  |     |     |     |     |     |     |     |     |     |
| 3    | Datsun         | 12     | 12  |     |     |     |     |     |     |     |     |     |
| 4    | Ford           | 8      | 8   |     |     |     |     |     |     |     |     |     |
| 5    | Alpine-Renault | 4      | 4   |     |     |     |     |     |     |     |     |     |
| 6    | Fiat           | 3      | 3   |     |     |     |     |     |     |     |     |     |
| 7    | Opel           | 2      | 2   |     |     |     |     |     |     |     |     |     |